# Avenida General Velásquez
La avenida General Velásquez es una arteria vial que recorre los sectores nor y surponiente de la ciudad de Santiago en Chile, pasando por las comunas de Renca, Quinta Normal, Estación Central, Cerrillos, Pedro Aguirre Cerda, Lo Espejo y San Bernardo. Surge y termina en la carretera Panamericana. En todo su trayecto está un eje de la Autopista Central, por lo que funciona como su caletera.
De norte a sur, lleva el nombre Apóstol Santiago hasta la autopista Costanera Norte, Joaquín Walker Martínez hasta la Avenida Mapocho, Coronel Robles hasta la Avenida Portales, Padre Alberto Hurtado hasta la autopista del Sol y continúa con el del artículo.

## Eje General Velásquez
La Ruta CH-74 es un corredor de la Autopista Central inaugurado el 8 de mayo de 2006 y se extiende desde 1,7 kilómetros al sur del nudo Quilicura, por el norte, hasta el sector Las Acacias por el sur, con una longitud de 20,9 kilómetros. En ambos puntos se conecta al Eje Norte-Sur. Pasa subterráneamente por el centro de Quinta Normal y Estación Central. Cuenta con 32 pasos superiores e inferiores, diez trincheras, dos plazas terraza, tres puentes, seis pasarelas peatonales y 60 hectáreas de áreas verdes. Los principales hitos de este eje son el puente Gran Envergadura y el túnel que atraviesa la principal avenida de Santiago, la Avenida Libertador General Bernardo O'Higgins. Este brazo de la Autopista Central, tiene una importancia crucial para el Parque Bicentenario de Cerrillos.

### Puente Gran Envergadura
Es el mayor puente sobre el río Mapocho con 1 022 metros de largo, 681 de hormigón armado y 341 de tierra armada, ubicado en las comunas de Renca y Quinta Normal. Posee 16 cepas, diez situadas fuera del cauce del río y seis dentro. Tiene 17 vanos y 136 vigas (ocho por vano). Las vigas son pretensadas de entre 1,86 y 2,25 metros de altura y están montadas sobre neoprenos como protección sísmica.